# Beierobisium oppositum
Genre
Espèce
Beierobisium oppositum, unique représentant du genre Beierobisium, est une espèce de pseudoscorpions de la famille des Gymnobisiidae.

## Distribution
Cette espèce est endémique des îles Malouines.

## Étymologie
Ce genre est nommé en l'honneur de Max Beier.

## Publication originale
- Vitali-di Castri, 1970 : Un nuevo genero de Gymnobisiinae (Pseudoscorpionida) de las Islas Malvinas. Revisión taxonómica de la subfamilia. Physis, Buenos Aires, vol. 30, p. 1-9 (es).